# Arancha González
González  Laya est un nom espagnol. Le premier nom de famille, en général paternel, est González ; le second, en général maternel, souvent omis, est Laya.
María Aránzazu González Laya, communément appelée Arancha González, née le 22 mai 1969 à Saint-Sébastien (Espagne), est une juriste espagnole et la doyenne de la Paris School of International Affairs à Sciences Po Paris depuis 2022.
Elle a été ministre des Affaires étrangères, de l'Union européenne et de la Coopération du 13 janvier 2020 au 12 juillet 2021 dans le gouvernement Sánchez II.
Entre 2005 et 2019, elle a occupé des postes à responsabilité aux Nations unies et à l'Organisation mondiale du commerce.

## Biographie

### Jeunesse et études
Arancha Gonzales naît le 22 mai 1969. Elle a obtenu une licence de droit à l'université de Navarre, ainsi qu'un master en droit européen à l'université Charles-III de Madrid.

### Parcours professionnel
Arancha González commence sa carrière dans le secteur privé en tant qu’employée au sein du cabinet d'avocats allemand Bruckhaus Westrick Stegemann, où elle conseille des entreprises en matière de commerce, de concurrence et d'aides d'État.
Entre 2002 et 2005, elle est porte-parole de la Commission européenne pour le commerce et conseillère du commissaire européen Pascal Lamy. Elle occupe ensuite divers postes au sein de la Commission européenne dans le domaine du commerce international, notamment dans la négociation d'accords commerciaux entre l'UE et le Marché commun du Sud, l'Iran, le Conseil de coopération du Golfe, les Balkans et les pays méditerranéens. Elle conseille des pays en développement à profiter des opportunités commerciales en Europe (continent qui comprend l’UE, le Royaume uni, l’Association européenne de libre-échange, l’Ukraine, la Turquie, la Géorgie, la Russie, la Moldavie, l’Arménie et l’Azerbaïdjan).
Arancha González est ensuite directrice de cabinet de Pascal Lamy, directeur général de l'Organisation mondiale du commerce (OMC) entre 2005 et 2013. À ce titre, elle participe à la mise en place de l'initiative d'aide pour le commerce de l'OMC ainsi que du Cadre intégré renforcé, une initiative conjointe de plusieurs organisations internationales contribuant au renforcement des capacités commerciales des pays les plus pauvres du monde. Elle est aussi représentante du directeur général de l'OMC  lors du G-20.
Le 1er septembre 2013, elle devient directrice exécutive du Centre du commerce international, l'agence conjointe de l’Organisation des Nations unies et de l'Organisation mondiale du commerce basée à Genève, succédant à ce poste à la Jamaïcaine Patricia Francis,.
En 2019, elle contribue avec 27 autres femmes  responsables politiques et leaders d'opinion au livre intitulé Women Shaping Global Economic Governance sur la façon de mieux façonner les  économies dans le contexte des révolutions numériques.

### Parcours politique
En janvier 2020, elle est nommée dans le gouvernement Sánchez II comme ministre des Affaires étrangères, succédant à Margarita Robles, qui occupait le poste par intérim.
Arancha Gonzalez a été l'architecte de l'accord de principe entre l'Espagne et le Royaume Uni concernant Gibraltar, annoncé le 31 décembre 2020, à la fin de la période de transition du Brexit.
En 2021, elle a présenté la nouvelle « Stratégie d'action extérieure », axée sur la défense du multilatéralisme et avec l'Union européenne au centre.
Le 10 juillet 2021, Pedro Sanchez opère à un remaniement gouvernemental. Elle fait partie des six ministres remplacés et cède sa place à José Manuel Albares. Certains voient d'ailleurs dans ce limogeage une conséquence des relations tendues entre l'Espagne et le Maroc depuis la décision du gouvernement espagnol d'accueillir le chef des sahraouis Brahim Ghali  (sous le faux nom de Mohamed Benbatouch) pour « motif humanitaire » pour se soigner du Covid-19. La justice espagnole a classé sans suite le cas ouvert contre elle avec des allégations d'irrégularités dans l'arrivée de Brahim Ghali en Espagne.
En septembre 2021, le commissaire européen à l'Économie Paolo Gentiloni demande à Arancha González de présider le Groupe de Sages sur le futur de l'Union douanière, dont elle a présenté les résultats en mars 2022.

### Parcours universitaire
Arancha González a enseigné au Collège d'Europe à Bruges, à l'International Economic Law and Policy de Barcelone, à l'Institut du commerce mondial (World Trade Institute (en)) de l'Université de Berne et à l'Institut du commerce extérieur et d'économie de Shanghai.
Arancha Gonzales est membre du Comité stratégique de l'Institut d'études politiques de Paris (Sciences Po) depuis 2017. En février 2022, Arancha Gonzales est nommée doyenne de la Paris School of International Affairs, l'école des affaires internationales de Sciences Po Paris. Elle succède alors à Enrico Letta.